# Механізм видалення гільз

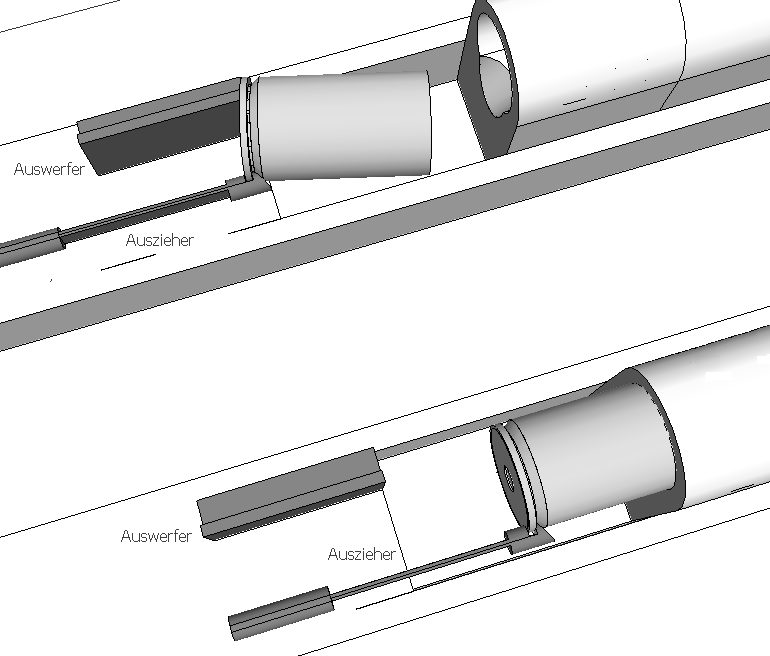
Екстракція і ежекція стріляної гільзи

Екстра́ктор (від лат. extrahō — «витягаю») — механізм у вогнепальній зброї, який служить для витягування (екстракції) стріляних гільз із патронника і видалення (ежекції) їх за межі зброї. Складається з двох основних частин:
- викидач (екстрактор) — деталь зброї, яка забезпечує витягування стріляної гільзи чи патрона з патронника і його утримання доти, поки він не зустрінеться з відбивачем (ежектором);
- відбивач (ежектор) — деталь зброї, яка забезпечує видалення стріляної гільзи чи патрона з патронника за межі зброї. Зазвичай через спеціальний отвір в ствольній коробці.

## Конструкція і принцип роботи
В більшості випадків викидач представляє собою деталь у вигляді гачка з зачепом (так званим зубом), який використовується для захоплення гільзи, яка може рухатись відносно до затвора для того, щоб заскочити на закраїну чи в її кільцеву проточку, після повернення затвора в крайнє переднє положення. Для надійності захоплення гільзи викидач притискається до неї пружиною.
Конструктивне оформлення механізму видалення гільз залежить від конкретного зразка зброї (від типу затвора і механізму подачі патронів).
- В неавтоматичній зброї видалення гільзи відбувається після повного виходу порохових газів з каналу ствола, тому не потребує значних зусиль;
- В автоматичній зброї умови роботи механізму залежать від конкретного принципу функціонування:

1. в системах, які засновані на роботі вільного чи напіввільного затвора, екстракція відбувається при відносно високому тиску в каналі ствола, а по суті — за його рахунок, оскільки саме тиск газів на денці гільзи забезпечує роботу автоматики в цих системах. Таким чином викидач в екстракції участі майже не бере, а виконує роль утримувача для гільзи до її зустрічі з відбивачем, що, в свою чергу, підвищує рівень надійності механізму;
2. в системах, які використовують для роботи автоматики короткий хід ствола і відвід порохових газів, екстракція виконується при наявності лиш невеликого тиску порохових газів в каналі ствола;
3. в системах з довгим ходом ствола видалення гільзи виконується після повного виходу порохових газів, тому в них викидач відіграє важливу роль і є основною деталлю.

## Типологія

### Типологія викидачів

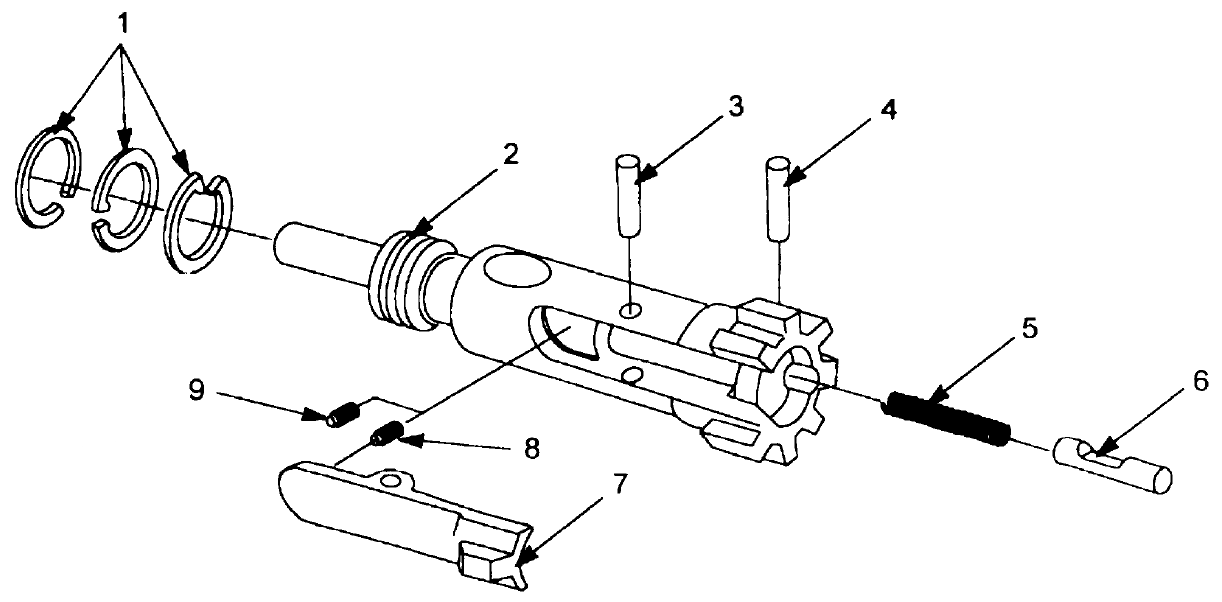
Затвор гвинтівки M16 з рухомо закріпленим викидачем (7)

По принципу дії викидачі поділяються на:
1. ті, які переміщуються з затвором протягом всього циклу пострілу;
2. ті, які переміщуються незалежно від руху затвора.

Перший тип поширений в системах з ковзним затвором (які зараз використовуються найбільше). За конструкцією викидачі цього типу поділяються на:
- викидачі, які жорстко зв'язані з затвором;

Цей тип використовується в системах з непрямою подачею патронів в патронник. Він відрізняється найбільшою надійністю роботи (наприклад кулемет Максима тощо).
- викидачі, які рухомо пов'язані з затвором.

Цей тип передбачає підпружинений викидач, який монтується в спеціальному гнізді на затворі чи бойовій личинці затвора, і використовується як при прямій, так і при непрямій подачі патронів в патронник (наприклад АК, СВД, M14 тощо).
За характером руху викидача:
- Обертального руху;

1. з опорою на вісь (наприклад АК);
2. ті, які з'єднуються з затвором за допомогою спеціального виступу (наприклад ПМ).

- Поперечного руху, який переміщується в спеціальних пазах затвора, які перпендикулярні каналу ствола (наприклад ППШ).

Також викидач може бути виконаний у вигляді однієї деталі з пружної сталі. В цьому випадку його робота цілком забезпечується за рахунок його згину (наприклад, MP40, Mauser 98).

### Типологія відбивачів

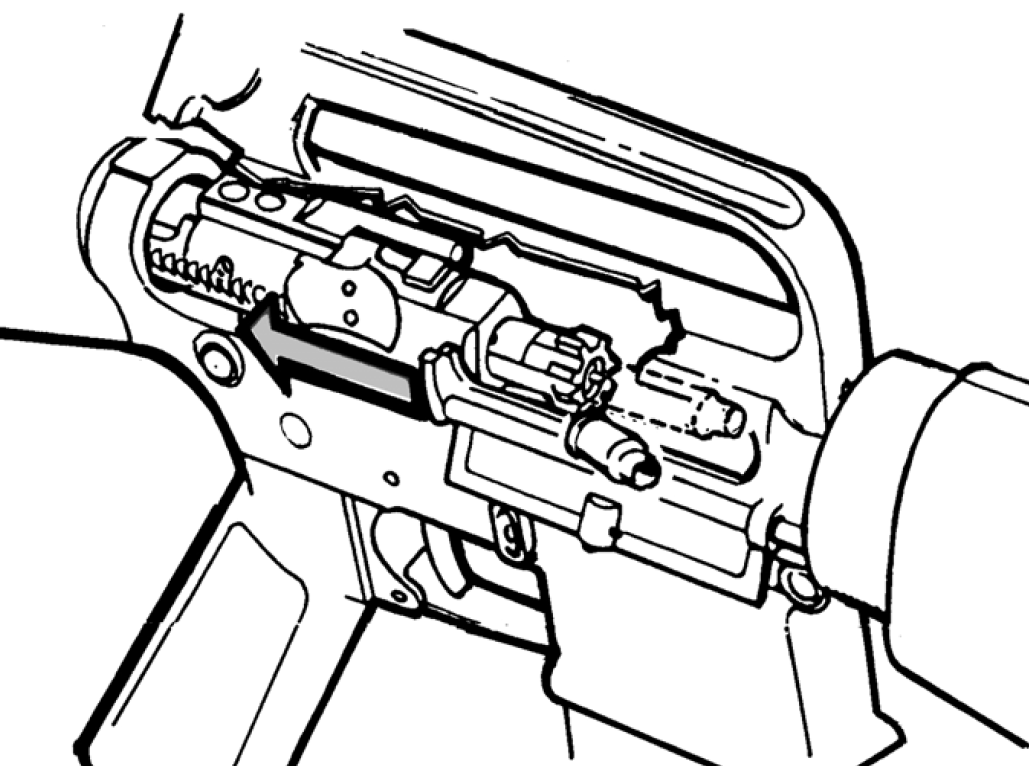
Відбивач M16 в дії

Розрізняють відбивачі жорсткі і пружинні:
- Жорсткі відбивачі пов'язані з нерухомими деталями зброї чи взаємодіють з ними. В цьому випадку відбивання гільзи виконується жорстким ударом, на який витрачається частина кінетичної енергії затвора. Жорсткі відбивачі прості за своїм влаштуванням, але їхня робота характеризується виникненням різких поштовхів;

Розрізняють три види жорстких відбивачів:
1. відбивачі, які наглухо прикріпленні до нерухомих деталей зброї (наприклад АК);
2. стрижневі відбивачі, виконані у вигляді стрижнів, які вільно рухаються в отвір затвора (наприклад СГМ) чи оформлені у вигляді напрямного стержня зворотно — бойової пружини (наприклад ППС);
3. складні відбивачі, які з'єднуються з нерухомими деталями шарнірно і наближаються до осі затвора за рахунок впливу на них пружини безпосередньо під час відбивання гільзи (наприклад ДПМ).

- Пружинні відбивачі бувають двох видів:

1. з пружиною, закріпленою на нерухомій деталі зброї. Часто в цій ролі використовується пружина буфера затвора (наприклад ДШК);
2. з пружиною, яка зв'язана з рухомими деталями зброї (наприклад ПТРД).

В останньому випадку перевага в тому, що на відбиття гільзи взагалі не витрачається енергія рухомих частин зброї. Проте стиснення пружини відбивача при русі рухомої системи вперед забирає у неї частину енергії і може стати причиною порушення роботи автоматики через недоходження затвора в крайнє переднє положення при забрудненні зброї, себто знижує надійність механізму.

## В мисливській зброї
Екстрактор мисливських переломних рушниць складається з сталевої пластини, яка врізана в казенний зріз стволів до половини окружності кожного з них. Він укріплюється двома прутиками, які рухаються в висвердлених для них між стволами ходах. Кінець нижнього, довшого прутика виходить за гачки затвора і впирається в особливий виступ, який закріплений в кінці колодки, або цівку. При відкиданні стволів виступ випирає прутик, і екстрактор висуває гільзу на стільки, що її можна витягнути пальцями чи, якщо гільза туга, особливим гачком з «лапками», які захоплюють гільзу за обідок (подібний пристрій може бути на рукоятці мисливського ножа). Засовується екстрактор простим упором в колодку при закриванні стволів.

## У револьверах

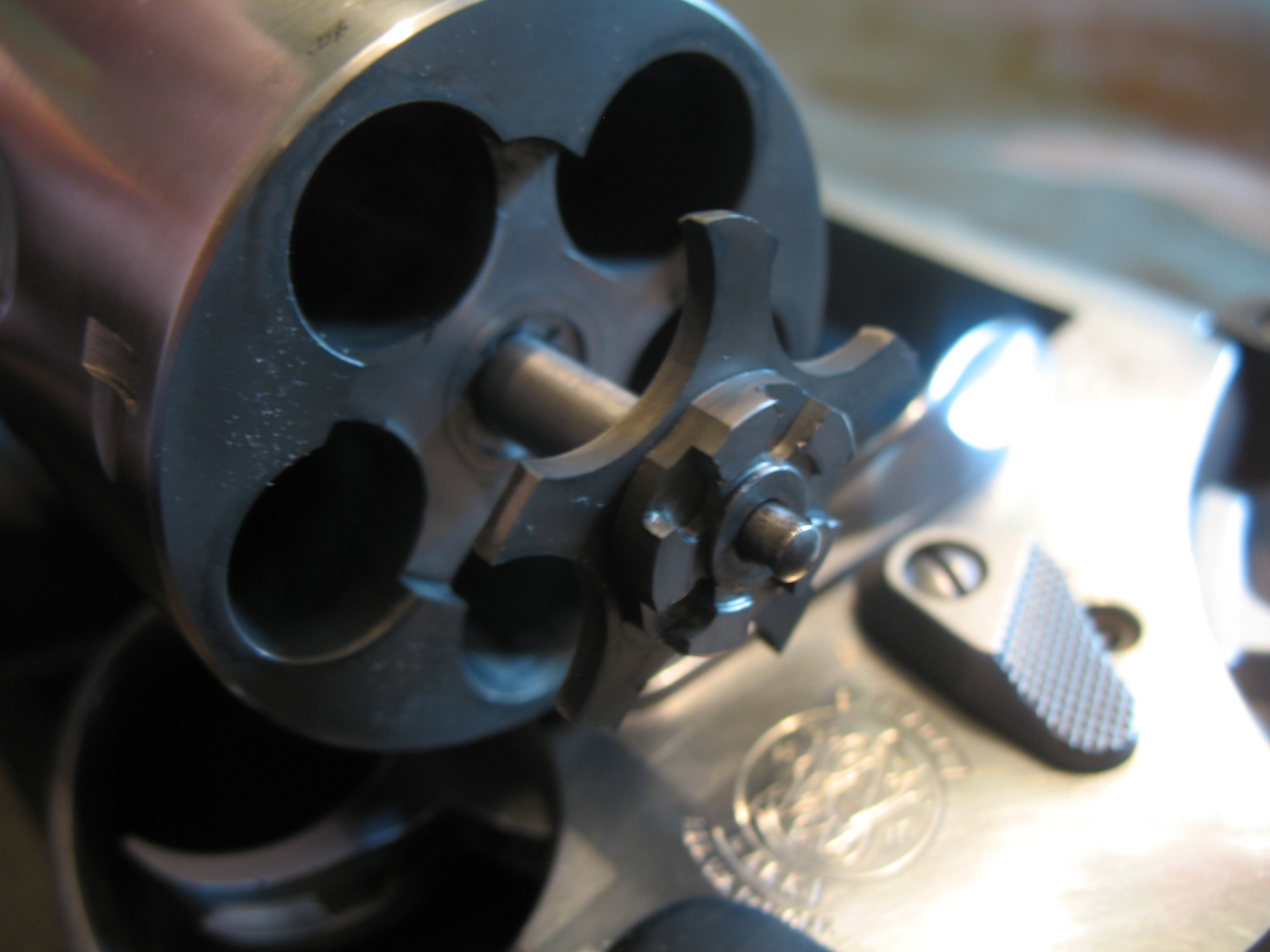
Екстрактор для одночасного видалення гільз з барабана

У револьверах старих систем екстракція гільз може виконуватись по одній гільзі за допомогою шомпола, який зазвичай закріплений на самій зброї. В револьверах нових систем екстракція виконується одночасно за допомогою механічних пристроїв, які різняться за конструкцією.
Як правило одночасна екстракція гільз виконується або при «переломуванні» рами револьвера (наприклад Smith & Wesson Model 3), або при відкиданні барабана вбік.